# Peter Gabriel
Peter Brian Gabriel (n. 13 februarie 1950, Chobham, Surrey, Regatul Unit) este un cântăreț, compozitor, producător de înregistrări și activist britanic, care și-a dobândit faima ca vocalist și flautist în trupa Genesis.

## Discografie

### Albume de studio
- Peter Gabriel (1 sau Car - 25 februarie 1977)
- Peter Gabriel (2 sau Scratch - 3 iunie 1978)
- Peter Gabriel (3 sau Melt - 30 mai 1980)
- Peter Gabriel (4 sau Security - 8 septembrie 1982)
- So (19 mai 1986)
- Us (19 septembrie 1992)
- Up (24 septembrie 2002)
- Scratch My Back (12 februarie 2010)
- New Blood (2011)
- i/o (2023)

### Coloane sonore
- Birdy (martie 1985)
- Passion (5 iunie 1989)
- OVO (8 august 2000)
- Long Walk Home: Music from the Rabbit-Proof Fence (16 aprilie 2002)

### Albume live
- Plays Live (9 iunie 1983)
- Secret World Live (13 septembrie 1994)
- The Warmup Tour Summer 07 (2007)

### Compilații
- Shaking the Tree (20 noiembrie 1990)
- Revisited (10 noiembrie 1992)
- Hit (4 noiembrie 2003)
- Peter Gabriel (2008)

### Alte albume
- Ein deutsches Album (1980)
- Deutsches Album (1982)
- Big Blue Ball (24 iunie 2008)